# 同同
同同（1302年—14世纪？），字同初，蒙古人，元朝政治人物，玉速歹儿的孙子，玉速帖木儿的儿子。
元顺帝元统元年（1333年）状元及第，同同官至翰林待制、集贤院修撰。他善作诗，杨维祯说他的诗“多台阁体，无不假年，故其诗文鲜行于时”。只有《和西湖竹枝词》一首存世。